# Kabaağaç, Sarayköy
Kabaağaç là một xã thuộc huyện Sarayköy, tỉnh Denizli, Thổ Nhĩ Kỳ. Dân số thời điểm năm 2010 là 327 người.